# Уростиль

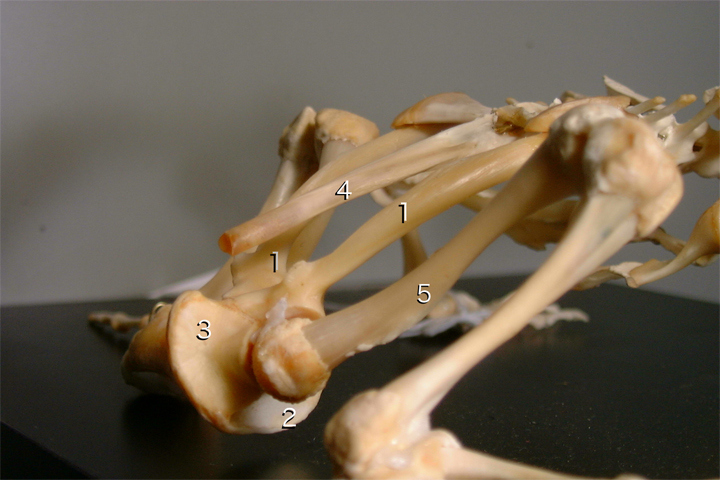
Уростиль (4) обыкновенной жабы.

Уростиль (от др.-греч. urá — «хвост» и stýlos — «палочка») — палочковидная кость в хвостовой части осевого скелета у некоторых позвоночных животных, в частности у бесхвостых земноводных и костистых рыб.
У бесхвостых земноводных уростиль образуется путём слияния тел всех хвостовых позвонков и сочленяется (подвижно или неподвижно) с крестцом. В передней части уростиль бывает снабжён поперечными отростками, подобно настоящим позвонкам. У костистых рыб уростиль образуется слиянием только последних хвостовых позвонков. Он примыкает к заднему хвостовому позвонку рыбы, загнут вверх и вместе с гипуралиями выполняет функцию поддержания кожистых лучей хвостового плавника.